# パツァーエフ (小惑星)
パツァーエフまたはパツァイエフ (1791 Patsayev) は、小惑星帯にある小惑星の一つ。タマラ・スミルノワがクリミア天体物理天文台で発見した。
1971年6月30日にソユーズ11号の大気圏突入時の事故で死亡した、宇宙飛行士のビクトル・パツァーエフに因んで名付けられた。